# Distrito de Braganza
El distrito de Braganza (en portugués distrito de Bragança) es uno de los dieciocho distritos que, junto con Madeira y Azores, forman Portugal. Con capital en la ciudad homónima, limita al norte y este con España (provincias de Orense, Zamora y Salamanca), al sur con Guarda y Viseo y al oeste con Vila Real.
Pertenece a la provincia tradicional de Trás-os-Montes e Alto Douro. Área: 6598,55 km² (5.º mayor distrito portugués). Población residente (2011): 136 252 habs. Densidad de población: 20,65 hab./km².

## Geografía

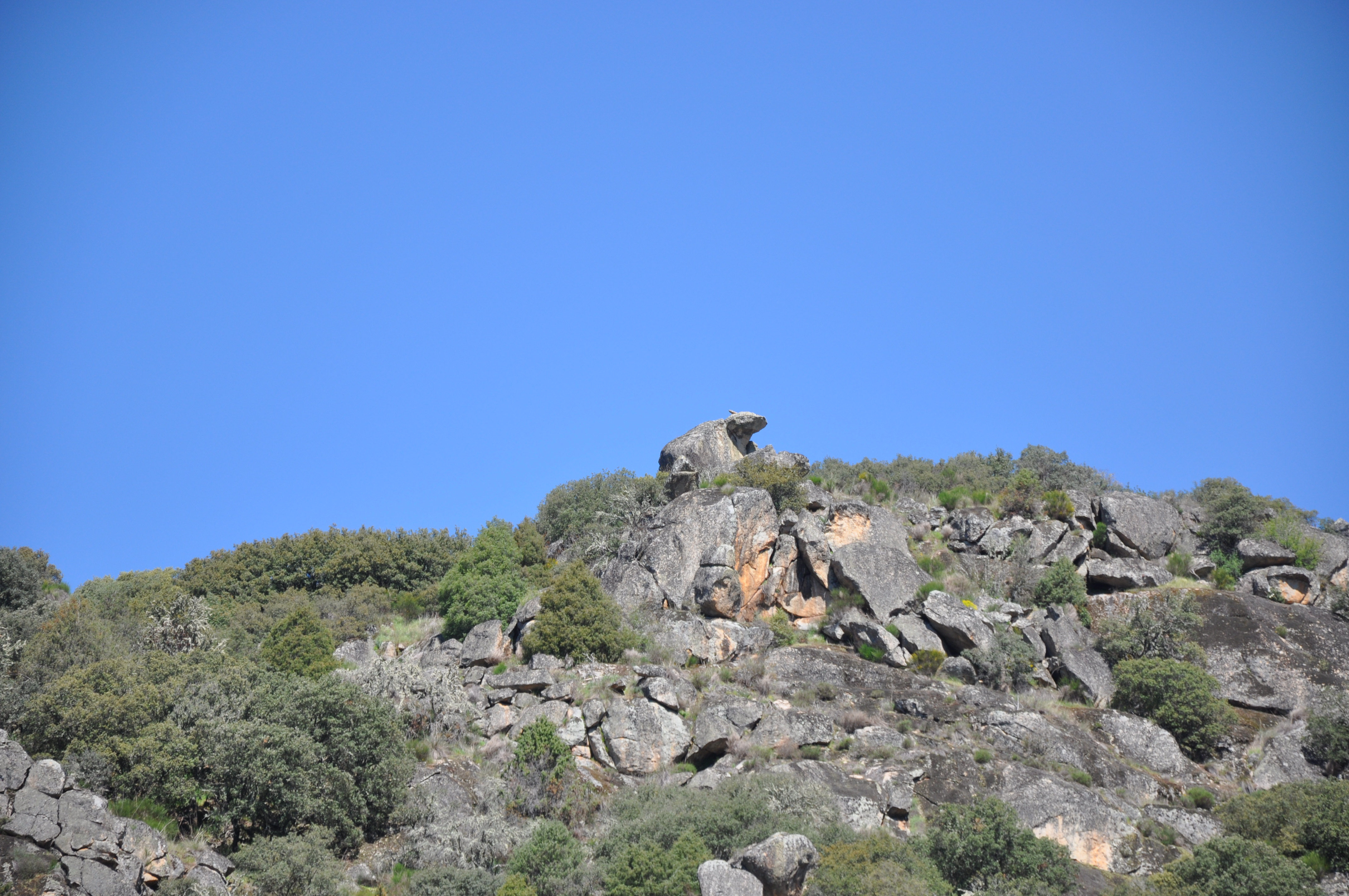
El oso en el Castro de Vale de Águia, visto desde el Duero, en Miranda de Duero

El distrito de Braganza está compuesto por dos zonas distintas, que corresponden grosso modo a la división que fue hecha en el agrupamiento de los municipios por NUTS III: al norte, las regiones de mayor altitud constituyen la Terra Fría Transmontana, o el Alto Trás-os-Montes, donde el paisaje está dominado por los bajos declives del planalto transmontano; al sur, queda la Terra Quente Transmontana, de clima más suave, marcada por el valle del río Duero y por los valles de sus afluentes.
Asimismo, el Duero constituye la característica geográfica más importante, visto que sirve de límite al distrito a lo largo de toda su frontera meridional, y de la mayor parte de la frontera oriental, hasta la extremidad noreste del territorio portugués. Es en el valle del Duero donde se sitúan los terrenos de menor altitud del distrito, que se encuentra casi todo encima de los 400 m, con excepción de los valles de los ríos principales y de la región de Mirandela.
Además del Duero, los principales ríos del distrito corren de norte a sur o de noreste a sudoeste, y forman todos parte da cuenca hidrográfica del Duero. Los principales son el río Túa, que nace en España como Tuela y baña la zona occidental del distrito, y el río Sabor, que también nace en España (y bastante cerca del Tuela), pero transcurre a través de la zona oriental del distrito. Ambos tienen una red de afluentes con alguna importancia.
Entre los valles de los ríos, se encuentran las sierras. La sierra de Nogueira separa los valles del Tuela e del Sabor, irguiéndose hasta los 1320 m. Más al sur, está la sierra de Bornes que separa el Tua del Sabor, subiendo hasta los 1199 m. Al este, la sierra de Mogadouro es poco más que una serie de colinas que separan el Sabor del Duero, pero aun así llega a los 997 m. Al norte, junto a la frontera española, se levantan las sierras mayores: la sierra de Coroa sube hasta los 1273 m de altitud al norte de Vinhais y la sierra de Montesinho se adentra en Galicia, donde llega a los 1600 m de altitud.
Con excepción del embalse del Azibo, construido en el río Azibo, y el embalse del Bajo Sabor, en el río Sabor, todos los embalses del distrito se sitúan en el Duero. Los más importantes son: embalse de Valeira, de  Pocinho, de Saucelle (ya en el Duero Internacional), el embalse de Bemposta, de Picote y de Miranda.

## Subdivisiones
El distrito de Braganza se subdivide en los siguientes 12 municipios:
- Alfândega da Fé
- Braganza
- Carrazeda de Ansiães
- Freixo de Espada à Cinta
- Macedo de Cavaleiros
- Miranda de Duero
- Mirandela
- Mogadouro
- Torre de Moncorvo
- Vila Flor
- Vimioso
- Vinhais

En la actual división regional del país, el distrito se encuentra integrado en la Región Norte y dividido en dos subregiones, ambas integrando también municipios de otros distritos: Alto Trás-os-Montes y Duero. En resumen:
- Región Norte
  - Alto Trás-os-Montes
    - Alfândega da Fé
    - Braganza
    - Macedo de Cavaleiros
    - Miranda de Duero
    - Mirandela
    - Mogadouro
    - Vimioso
    - Vinhais

  - Duero
    - Carrazeda de Ansiães
    - Freixo de Espada à Cinta
    - Torre de Moncorvo
    - Vila Flor